# 尖颖早熟禾
尖颖早熟禾（学名：Poa acmocalyx）为禾本科早熟禾属下的一个种。